# Sommet du G7 de 1978
Pour un article plus général, voir Sommet du G8.
Le sommet du G7 1978, 4e réunion du G7, réunissait les dirigeants des 7 pays démocratiques les plus industrialisés, ou G7, du  16 au 17 juillet 1978, dans la ville ouest-allemande de Bonn.

## Participants
| Participants au G7            |                            |                          |                      |
| Membre                        | Membre                     | Représenté par           | Fonction             |
| Drapeau du Canada             | Canada                     | Pierre Trudeau           | Premier ministre     |
| Drapeau de la France          | France                     | Valéry Giscard d'Estaing | Président            |
| Drapeau de l'Allemagne        | Allemagne de l'Ouest (RFA) | Helmut Schmidt           | Chancelier           |
| Drapeau de l'Italie           | Italie                     | Giulio Andreotti         | Président du Conseil |
| Drapeau du Japon              | Japon                      | Takeo Fukuda             | Premier ministre     |
| Drapeau du Royaume-Uni        | Royaume-Uni                | James Callaghan          | Premier ministre     |
| Drapeau des États-Unis        | États-Unis                 | Jimmy Carter             | Président            |
| Drapeau de l’Union européenne | Commission européenne      | Roy Jenkins              | Président            |